# Dasytomorphus ruficollis
Dasytomorphus ruficollis es una especie de coleóptero de la familia Aderidae.

## Distribución geográfica
Habita en Chile.